# 人工通气
人工通气（英文：或），或人工呼吸，是指通过外呼吸或内呼吸来辅助或刺激体内气体交换的代谢过程。人工呼吸可以手动向无法呼吸或呼吸不足的人提供空气（称为手动通气），也可以在全身麻醉手术、昏迷状态或重症外伤等情况下，使用人工呼吸机将空气输入或排出肺部，以协助无法自主呼吸的患者进行呼吸（称为机械通气）。

## 方式

### 手动通气
→ 详细内容请参阅“袋瓣罩苏醒球”、“口对口人工呼吸”及“呼吸”

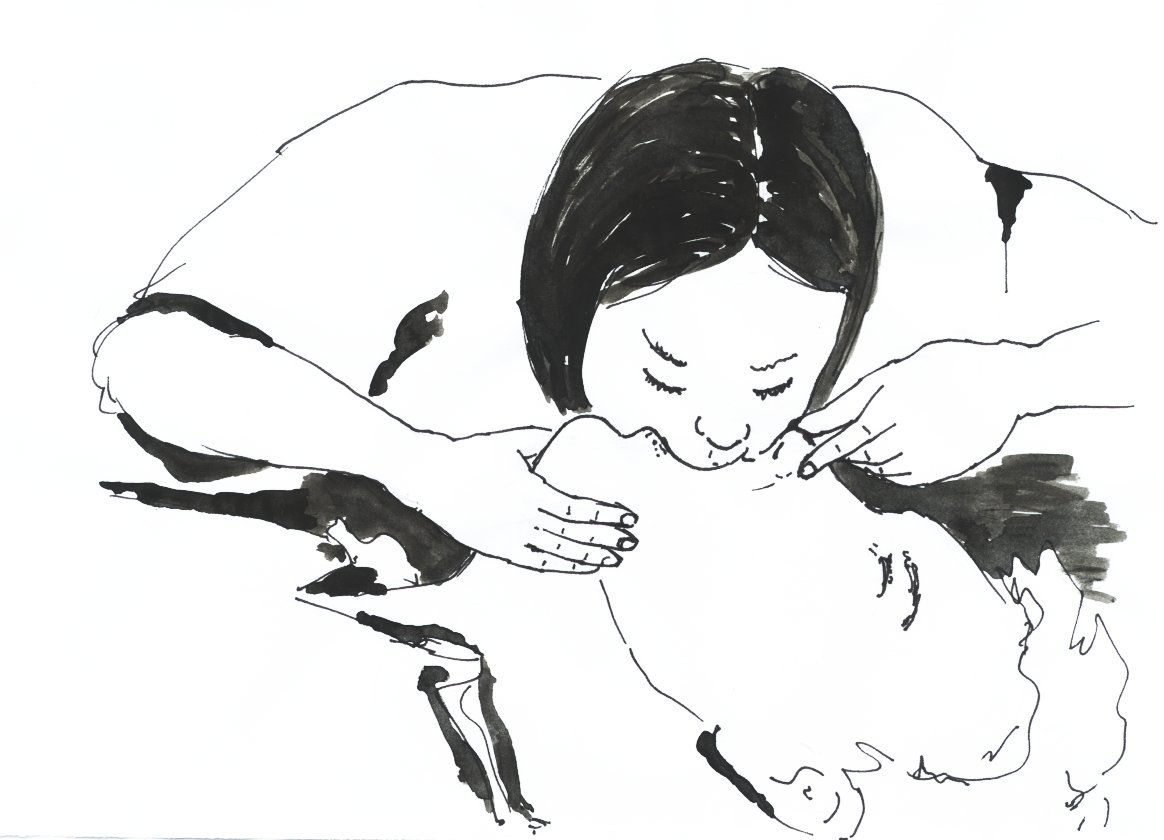
口对口人工呼吸

肺通气（外呼吸）可以通过救助者向患者肺部吹气（即口对口人工呼吸）或使用设备手动将空气输入肺部（如袋瓣罩苏醒球通气）来实现。这种通气方式已被证明比通过操作患者胸部或手臂进行通气的传统方法（如西尔维斯特法，后述）更为有效。
口对口人工呼吸是心肺复苏（CPR）的一部分，也是急救中不可或缺的技能。在阿片类药物过量等情况下，有时会单独进行口对口人工呼吸而不伴随胸外按压。袋瓣罩苏醒球（BVM）中苏醒球部分的挤压通气，通常由医生、护士、急救人员等医护人员操作。

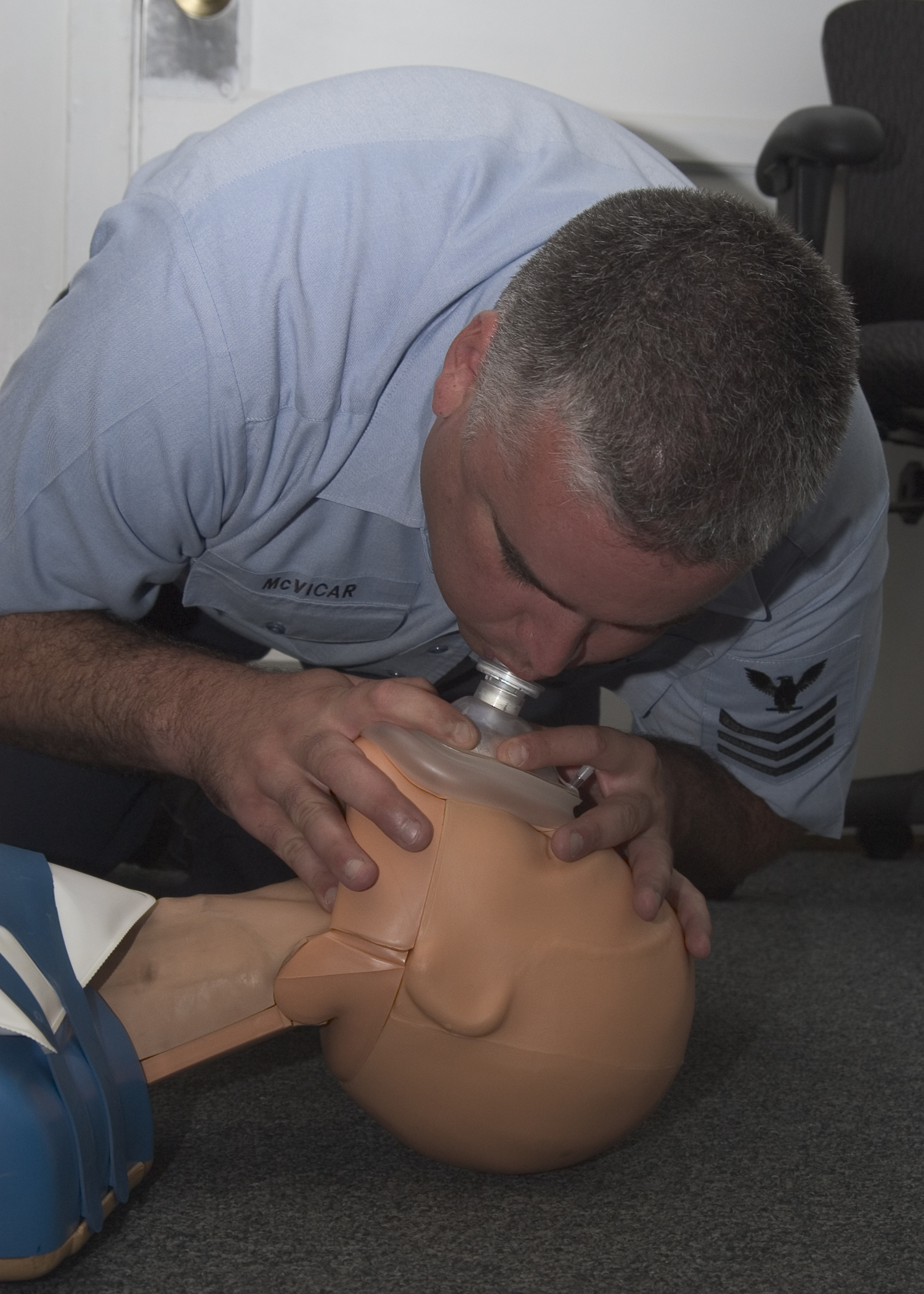
戴面罩的人工呼吸
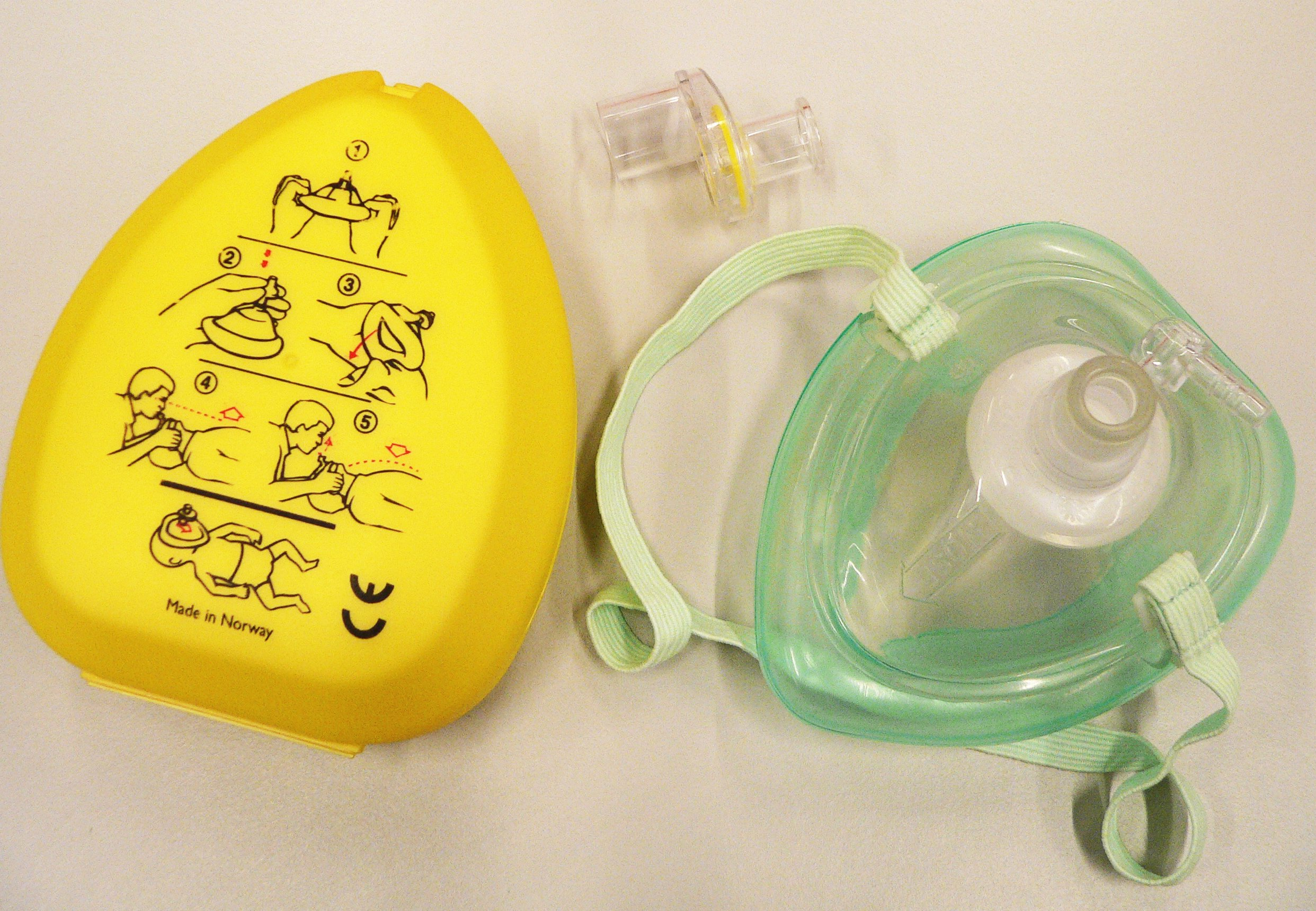
人工呼吸用面罩

根据《中国公众心肺复苏卫生健康指南》，婴儿和儿童的心跳骤停多是呼吸原因引起，心肺复苏时一定要联合人工呼吸。而窒息造成的心跳骤停也是如此，例如溺水后的心跳骤停，患者离水后要立即给予连续五次的人工呼吸，之后马上进行胸外按压联合人工呼吸进行复苏。如果患者口中有血液、呕吐物等，存在感染风险时，建议使用人工呼吸面罩或呼吸口罩以提高安全性。

### 机械通气
→ 详细内容请参阅“机械通气”
机械通气是利用机器对患者的自主呼吸进行辅助或替代的方法，通常使用呼吸机来完成。若通过口腔（如气管插管）或皮肤（如气管切开）引入辅助装置，则被称为侵入性通气。机械通气包括正压通气和负压通气，正压通气是将空气（或其他气体混合物）通过压力强制送入气管，负压通气是将通过降低胸腔内压力使空气吸入肺部。
气管插管常用于短期机械通气，方法为将导管经鼻（经鼻插管）或经口（经口插管）插入气管内。为了防止漏气或误吸，通常使用带有膨胀式套囊的套囊导管。研究表明，使用套囊导管是防止误吸最有效的方法。
由于气管插管会引发疼痛或咳嗽反应（属于侵入性操作），因此除非患者处于意识障碍或已接受麻醉，一般会给予镇静剂以减少不适感。气管插管的并发症可能包括上咽喉和中咽喉黏膜损伤与声门下狭窄。
→ 详细内容请参阅“气管插管”
在紧急情况下，可通过环状甲状韧带切开术进行气道开放，这种方法与气管切开类似，但仅在急救时使用。通常仅在咽喉完全闭塞或面部严重损伤、无法使用其他辅助设备时才进行。
→ 详细内容请参阅“环甲膜切开术”

### 神经刺激法
膈肌起搏（Diaphragm Pacing）是通过对膈肌进行规律性的神经刺激来实现通气的方法。在历史上，通常通过植入体内的接收装置或电极对膈神经进行电刺激。而如今，还可以选择通过经皮导线将电极连接到膈肌上以进行神经刺激。

## 历史

### 古代
古希腊医师盖伦首次描述了人工呼吸的概念：“如果用手拿起一只死去的动物，从喉头通过芦苇吹入空气，就会看到气管被充满，肺部膨胀到最大程度。”维萨留斯也记录了通过插入芦苇茎到动物气管内进行通气的做法。

### 近代
1773年，英国医生威廉·霍斯（William Hawes，1736-1808）开始宣传人工呼吸对溺水者的抢救效果。在一年间，他甚至出资奖励那些及时将从水中救出的躯体带给他的人。1767年，霍斯在阿姆斯特丹成立了水难事故防止协会，英国医生托马斯·科根（Thomas Cogan）对这一主题产生兴趣，并加入了霍斯的行动。1774年夏天，霍斯和科根分别邀请了15位朋友，在圣保罗大教堂的Chapter Coffee House召开会议，并成立了旨在推广急救和复苏的组织——皇家人道协会（Royal Humane Society）。
此后，人们开始探索更加卫生、有效地向肺部输送空气的工具和方法。当时使用的复苏方法和设备有些与现代方法类似。例如，向受害者的鼻腔插入木制管道以向肺部输送空气。此外，还有一种通过肛门吹入烟雾以试图唤醒生命迹象的、带有柔性管道的烟囱型装置，但随着对呼吸机制的深入研究，这种方法被废弃了。

### 对正压通气的否定
1856年，英国医生兼生理学家马歇尔·霍尔（Marshall Hall）在其著作中建议不使用任何形式的气袋装置或正压通气，这一观点在随后几十年间受到广泛支持。1858年，一种徒手外部操作法被提出，这就是亨利·罗伯特·西尔维斯特（Henry Robert Silvester）发明的“西尔维斯特法”。这种方法要求将患者仰卧，抬高双臂以协助吸气，再将手臂压向胸部以促进呼气。另一种人工呼吸手法“俯卧位压迫法”，由爱德华·谢菲尔（Edward Sharpey Schafer）爵士于1903年提出。该方法将患者置于俯卧位，通过压迫肋骨下部来帮助呼吸。这种方法长期以来被红十字会及类似急救手册推荐为标准人工呼吸方法，一直沿用至20世纪中叶口对口人工呼吸开始普及。
由于徒手操作法存在局限性，19世纪80年代，医生们开始研究改良方法并发明了手动通气技术。例如，乔治·费尔博士（George Fell）提出了使用气袋和呼吸阀向气管输送空气的“费尔呼吸器”（也被称为“费尔法”）。他与约瑟夫·奥德怀尔博士（Joseph O'Dwyer）合作发明了由气管导管和气袋组成的“费尔-奥德怀尔装置”，用于插入和移除患者气管内的导管。然而，这些方法因被认为存在风险而在很长时间内未被广泛采用。

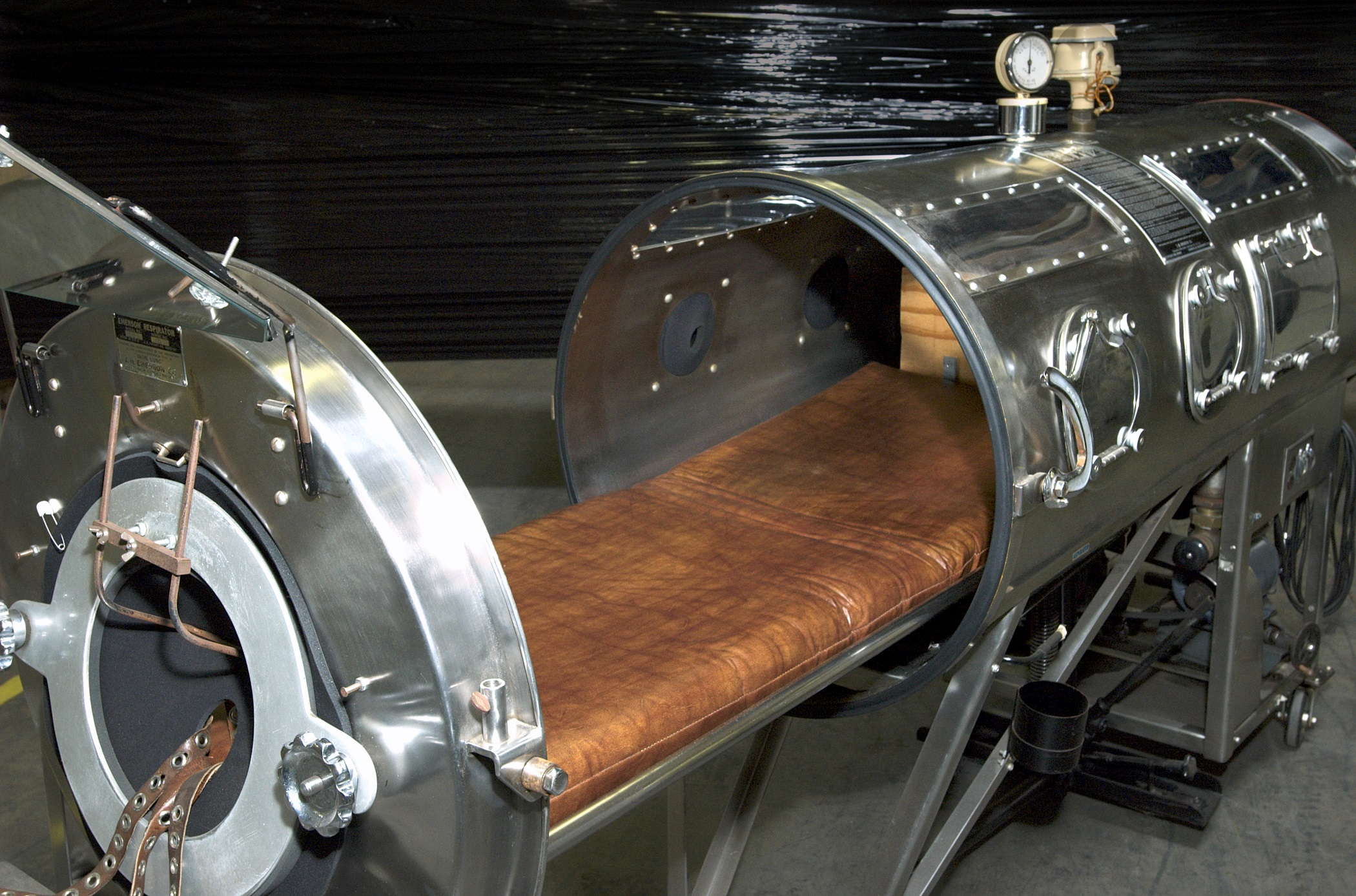
20 世纪 50 年代至 2003 年美国脊髓灰质炎患者使用的铁肺（iron lung）。

### 负压通气时代
1930年代，“铁肺”装置被发明，这种机器通过将患者颈部以下的身体置于一个密闭舱内，将舱内压力降至低于大气压，从而促使空气被吸入胸腔。然而，由于这种设备体积庞大且所需资源巨大，能够接受治疗的患者数量非常有限。

### 脊髓灰质炎大流行与正压通气的再评价
1952年，哥本哈根爆发了脊髓灰质炎疫情，标志着长期人工呼吸治疗的起点。负责控制呼吸肌的中枢脊髓前角受到脊髓灰质炎病毒的侵袭，导致儿童因无法进行有效呼吸而接连死亡。
由于“铁肺”设备数量远远无法满足大量患者的需求，医疗团队不得不为患者进行气管切开术，并利用麻醉机进行手动通气辅助呼吸。这种方法取得了显著效果：使用铁肺的患者死亡率高达约80%，而接受麻醉机辅助通气的患者中约75%得以存活。然而，这种方法需要大量人力资源支持。为此，哥本哈根的医学院课程被迫中断，约1400名医学生被召集参与手动通气的救治工作。
在此事件之后，正压式机械通气设备迅速发展，逐渐成为现代人工通气设备的主流技术。

## 脚注
1. ↑  针对儿童进行气管切开术，由于并发症风险高且管理难度大，即便在当今医疗条件下也需要经过审慎评估后才能实施。[31]可以推测，当时的医疗人员在做出这一决定时承受了极大的心理压力和矛盾情绪。